# Siphona verneri
Siphona verneri là một loài ruồi trong họ Tachinidae.